# أسل كبير الأوراق
أسل كبير الأوراق (الاسم العلمي: Juncus macrophyllus) نوع نباتي يتبع جنس الأسل وينتمي إلى الفصيلة الأسلية.